# Conjunto de fortalezas costeras del monte Serantes

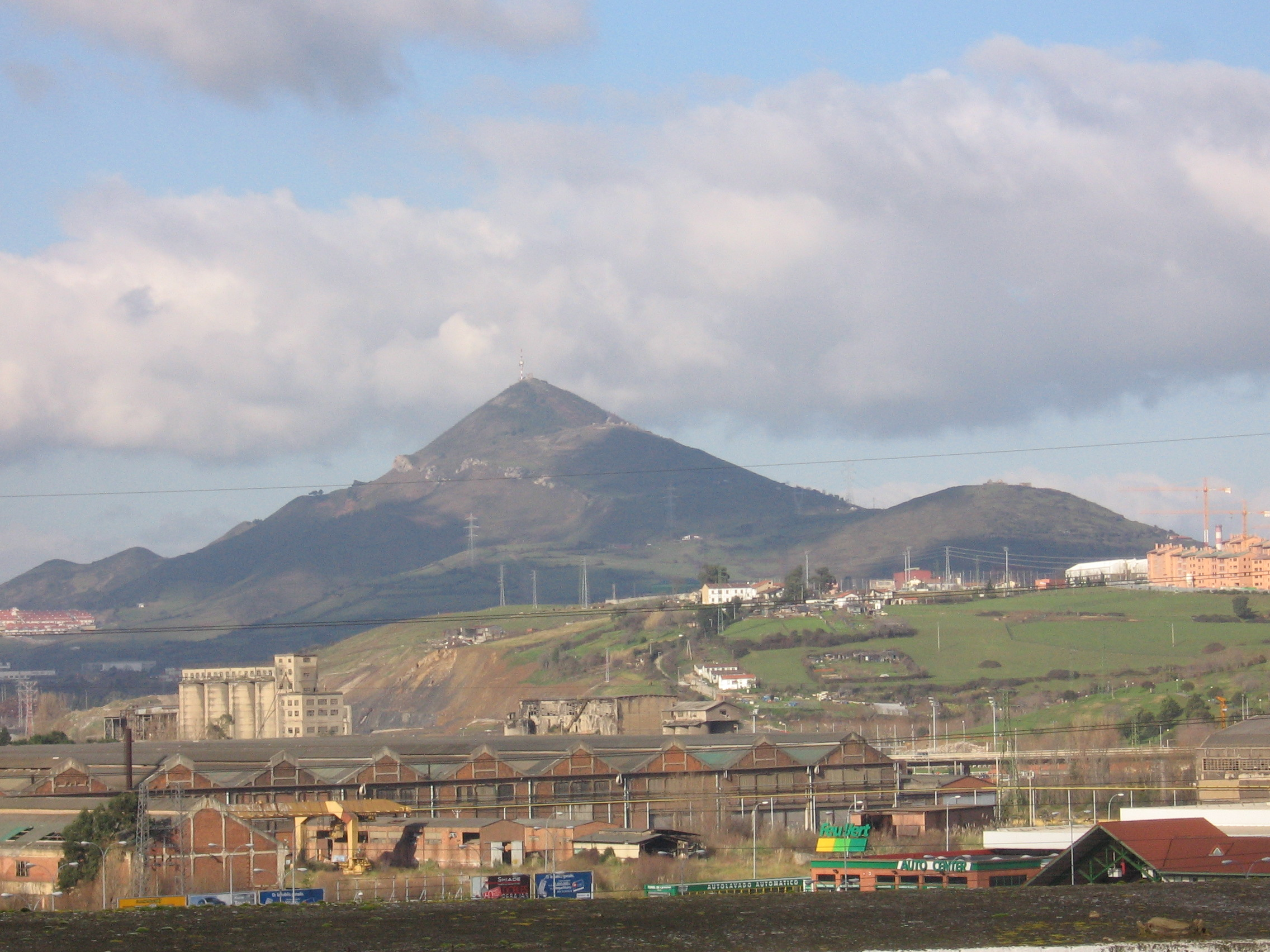
Vista del monte Serantes con sus tres fortalezas desde Baracaldo.

Las fortalezas costeras del monte Serantes es un conjunto formado por tres complejos militares repartidos por varias alturas del monte Serantes, en el municipio vizcaíno de Santurce, en la comunidad autónoma del País Vasco. Queda constancia de la presencia castrense en las laderas del monte Serantes ya desde la época de Felipe V y la Guerra de Sucesión, si bien la mayoría de los restos de las fortificaciones actuales tienen su origen en las guerras que se produjeron en la España del siglo XIX.

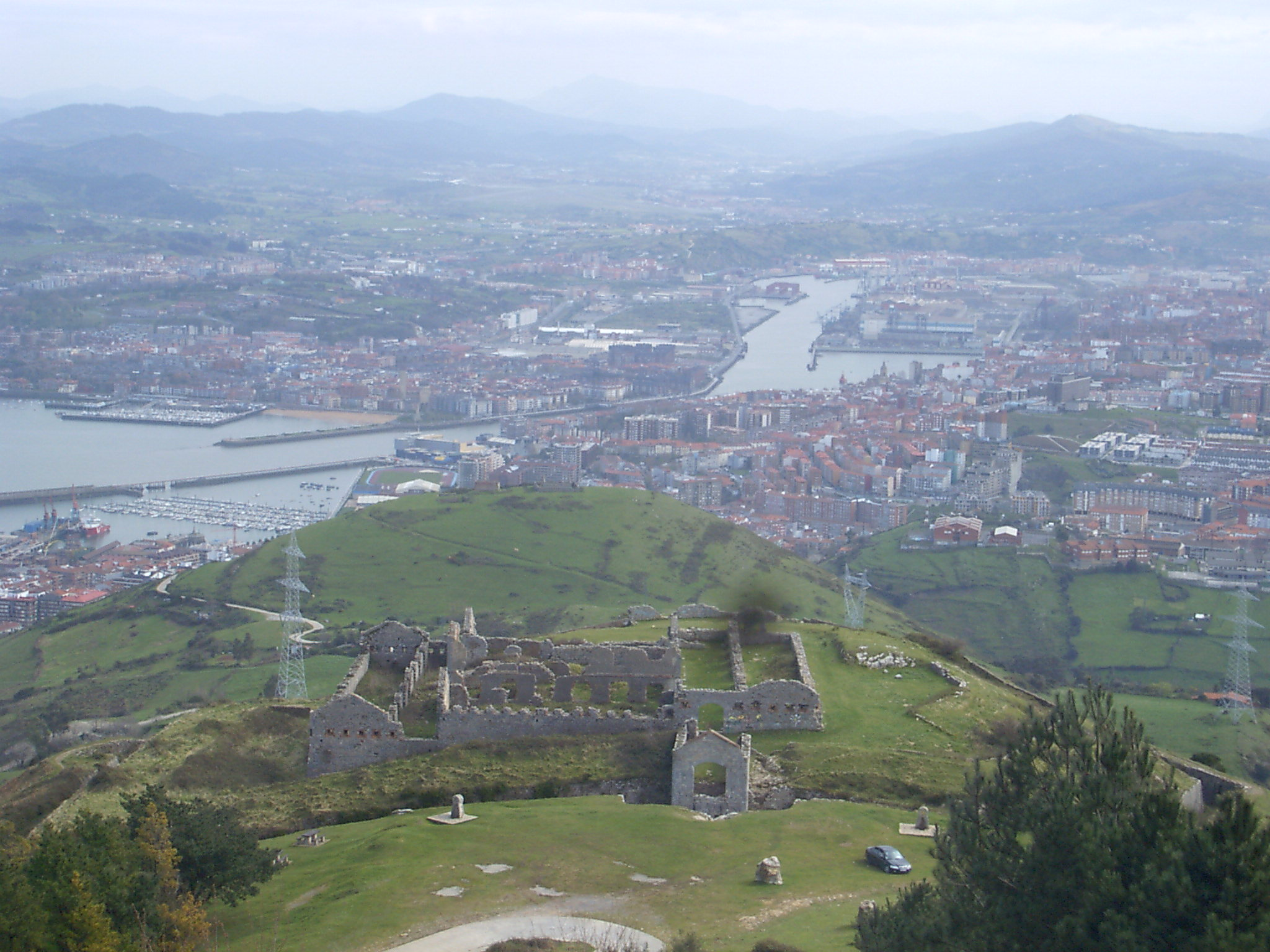
Vista del fuerte desde la cumbre. Al fondo la desembocadura de la Ría del Nervión.

## Torreón del Serantes
Situado en la cima del monte, a 452 metros de altura, se yergue este elemento defensivo construido en 1868 para evitar los asedios de los carlistas. Se trata de una atalaya edificada en sillería y que servía de puesto de vigía para proteger La bahía del Abra. Desde su cima se controlan también las dos márgenes de la ría del Nervión, los montes bocineros Oiz y Sollube, con las Peñas del Duranguesado al fondo, llegándose incluso a ver el cabo Villano en días despejados. De planta cuadrangular, estaba compuesto por dos plantas más la azotea que servía de puesto de vigía y que estaba flanqueada por garitones. En la planta inferior la torre estaba articulada en torno a una serie de cinco troneras en cada uno de los lados, más una en cada una de las cuatro esquinas. En la segunda planta se situaría el cuerpo de guardia, con aberturas más grandes para la vigilancia costera y señales de comunicación.

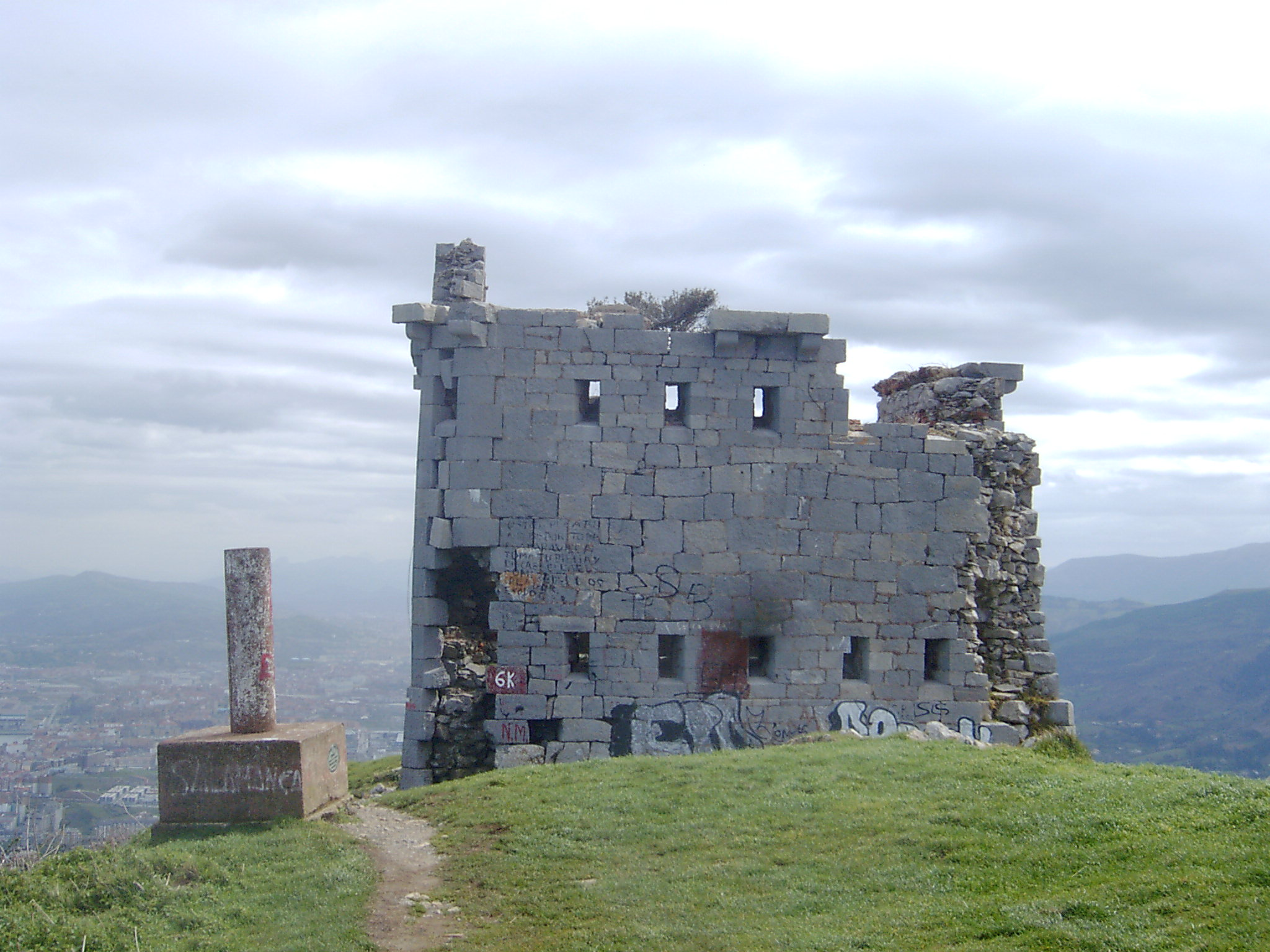
Torreón en la cumbre del Serantes antes de su rehabilitación.

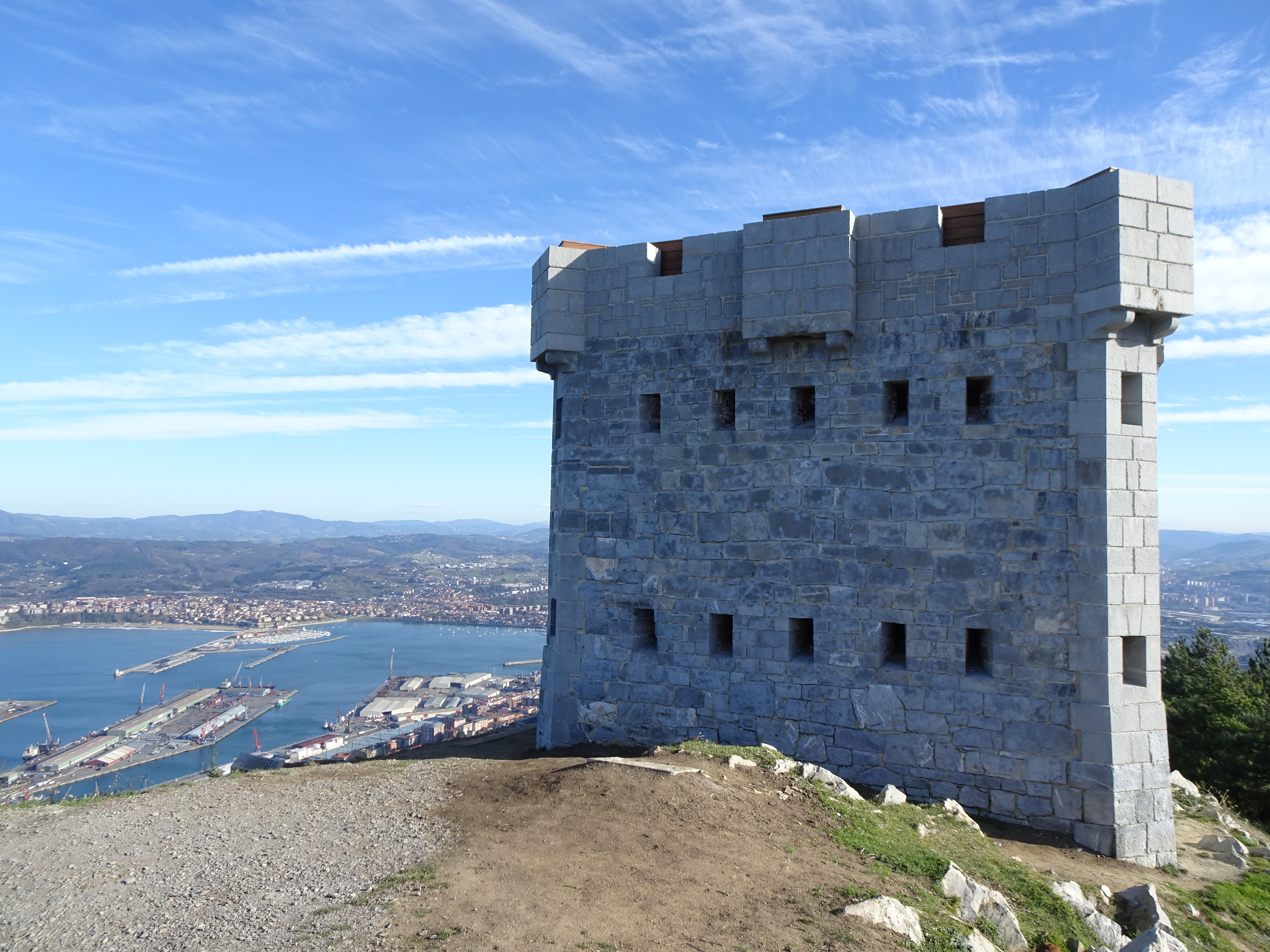
Torreón completamente rehabilitado.

## Fuerte del Serantes
Catorce años después, en 1880, se construyó el fortín del monte Serantes, en un promontorio próximo a la cumbre a 324 metros de altitud llamado Nueve Cruces. De planta pentagonal y rodeado por un foso defensivo, llegó a ocupar 6800 m² de superficie en los momentos de máximo esplendor. Constaba de cuatro pabellones para el alojamiento de las tropas, otros dos utilizados como almacén del acuartelamiento y uno más en la planta baja para el uso del gobernador y los oficiales. Fue ocupado por las tropas liberales hasta su abandono en el año 1910. Perteneciente al Estado desde 1880, año en que adquirió esta finca para su construcción, pasa a pertenecer al municipio de Santurce en 1962. El lunes después del domingo de Pascua, en sus campas se celebra la tradicional fiesta del Cornites, donde tras la ascensión al monte se come el bollo de Cornites, que es un pan relleno de chorizo con un huevo cocido en su centro.

## Polvorín de El Mazo
Antiguo polvorín, a 245 metros de altitud, construido a finales del siglo XIX, cuando por causa del hundimiento del acorazado Maine en la bahía de La Habana, España entró en guerra con los Estados Unidos, comenzando así la llamada guerra de Cuba. En esa época, se construyeron fortificaciones a lo largo de toda la costa del Cantábrico. En Santurce se aprovecharon las baterías antiguas y se crearon nuevas, para defender la costa de Bilbao y su ría. El polvorín estuvo ocupado regularmente por tropas hasta el año 1932. Desde entonces hasta 1936 se redujo su guarnición a un retén compuesto por cuatro soldados y un cabo.

## Conservación
Lamentablemente todos los edificios han perdido la techumbre, varias de las paredes se vienen desmoronando, y abundan los escombros acumulados. Sometido a expolio y vandalismo, ya que en varios de los lienzos están pintados con grafitis, se corre el riesgo de caídas y lesiones durante su visita, al no estar señalizados ni protegidos los fosos, túneles y pasadizos. Por todo ello se encuentra en la lista roja de patrimonio en peligro de España, debido al poco interés mostrado por el anterior gobierno municipal.
Sin embargo, el Ayuntamiento de la localidad, gobernado por el PNV, decidió en enero de 2012 rehabilitar el fuerte y construir un centro de interpretación de la naturaleza, además de clasificar todas sus edificaciones como Patrimonio del Municipio, al incluirlas en el Plan General de Ordenación Urbana (PGOU).
En 2019, tras una inversión de 250.000 euros y la ayuda de profesionales de la Sociedad de Ciencias Aranzadi, las obras de recuperación del torreón fueron finalizadas a tiempo para la tradicional romería de Cornites.